# Grundlovsudvalget af 1848
Grundlovsudvalget af 1848 var et udvalg under Den Grundlovsgivende Rigsforsamling 1848-49, der havde til opgave at give en nærmere behandling af det udkast til en grundlov for Danmark og Slesvig, som var blevet udarbejdet af regeringen i det såkaldte Martsministeriet.
Rigsforsamlingen nedsatte grundlovsudvalget den 21. december 1848, og det bestod af 17 medlemmer, hvor hver af forsamlingens fem afdelinger havde valgt to, mens syv var valgt i den samlede forsamling. De fordelte sig med 9 medlemmer af centrum, 5 medlemmer af højre og 3 medlemmer af venstre. Den 22. februar 1849 afgav grundlovsudvalget sin betænkning, hvor især spørgsmålet om selve ordningen af Rigsdagen (paragrafferne 30-36) delte sig i ikke mindre end fem mindretalsforslag.
Grundlovsudvalget betænkning indgik efterfølgende i de egentlige grundlovsforhandlinger i rigsforsamlingen, som blev indledt den 26. februar 1849. Først efter langvarige og vanskelige forhandlinger, blev der opnået forlig om et forslag, der var fremsat af højesteretsassessor P.D. Bruun og prokurator C.M. Jespersen. Forsamlingen vedtog endeligt den færdige grundlov den 25. maj 1849, hvor forslaget blev vedtaget med 119 stemmer mod 4, mens 26 var fraværende. Grundloven fik Frederik 7.s underskrift den 5. juni 1849.

## Medlemmerne
De ti afdelingsvalgte udvalgsmedlemmer var: Peter Daniel Bruun, Vilhelm Jakob Bjerring, Balthazar Christensen, Johannes Ephraim Larsen, Carl Christian Hall, Tage Algreen-Ussing, Hother Hage, Hans Peter Hansen, Asmund Christian Gleerup og Christian Georg Nathan David. De syv udvalgsmedlemmer valgt i den samlede forsamling blev Jens Rasmussen Jacobsen, Brynjolfur Pjetursson, Torkild Christian Dahl, Carl de Neergaard, Andreas Frederik Krieger, Jens Christopher Schurmann og Christian Magdalus Jespersen.